# Argyresthia curvella
Argyresthia curvella là một loài ermine moth (họ Yponomeutidae). Nó thuộc phân họ Argyresthiinae, đôi khi được nâng thành họ đầy đủ thuộc siêu họ Yponomeutoidea.
Loài bướm này phân bố khắp tây bắc Eurasia. Nó không hiện diện ở Iberia và có lẽ toàn bộ Balkan, và nhìn chung phân bố về phía bắc vùng Địa Trung Hải. Con bướm bay đêm và bị ánh đèn thu hút. Chúng mọc cánh từ tháng 6/7 hoặc trễ hơn tuỳ theo địa điểm.
The wingspan of adults is 10–12 mm. 

## Đồng âm
Các tên chi tiết không hiệu lực của loài này:
- Argyresthia cornella (auct. non Fabricius, 1775: misidentification)
- Phalaena curvella Linnaeus, 1761
- Tinea arcella Fabricius, 1776
- Tinea cornella (auct. non Fabricius, 1775: misidentification)

## Cước chú
1. 1 2  See references in Savela (2002)
2. ↑  FE (2009), Kimber [2010], và see references in Savela (2002)